# ياماتو إيشيدا
ياماتو (باليابانية: 石田 ヤマト، بالروماجي: Ishida Yamato) المعروف بالدبلجة العربية بـيامن، هو شخصية خياليّة في مسلسل الانمي الشهير ديجيمون والمعروف باللغة العربية بأبطال الديجيتال، وُلِد في 11 إبريل عام 1988، ياماتو فتى ياباني يعيش مع والده مدينة أودايبا في طوكيو، كان أحد الشخصيات الرئيسية في السلسلة الأولى وسلسلة الأفلام ديجيمون أدفنتشر تراي وأحد الشخصيات الثانوية في السلسلة الثانية.

## حياته
عاش ياماتو بداية حياته في حيّ هيكاريغاوكا مع شقيقه تاكيرو ووالديّه، وعندما كان في سن السابعة أو الثامنة حصل طلاقٌ بيّن والديه ليحصل والده على حضانته ويعيشا في أودايبا بعيداً عن والدته وشقيقه، درس الابتدائية والمُتوسطة والثانوية في مدارس أودايبا، في بداية عام 2002 شكّل مع عدد من أصدقائه فرقةً موسيقية للروك، وأصبح المُطرب الأول لهذه الفرقة، وسُميت الفرقة باسم «فرقة الذئاب الشابة»، وأصبح ذا شهرة في المدينة، في نهاية عام 2002 بدأ يُشكل علاقةً عاطفيّة مع سورا (سمر) التي شاركته في مغامرته الأولى في عام 1999 حينما سقطوا في الجزيرة الملفيّة، انتهت علاقتهما بالزواج وأنجب منها ابن وبنت، وأصبح فيما بعد رائد فضاء عالمي.

## صفاته ومظهره
ياماتو فتى هادئٌ جداً، ودائماً ما يعرف على أنه الذئب المتمرد الذي غالباً ما يحب أن يسلك الأمور على طريقته الخاصة، سريع الغضب دائماً، وقليل المزاح، كثير التفكير وغالباً ما يحب الجلوس وحده، يعلو جانب الحزن كثيراً عند ياماتو لأسباب متنوعة أهمها طلاق والديه في صغره والذي أثر سلباً في سلوكه لاحقه، ورغم ذلك فله جانب محب وعاطفي وخجول كذلك، وله حس كبير بالمسؤولية، كما يحب ياماتو العزف بكافة أشكاله.
ياماتو نحيل ومعدل طوله متوسط وذو بشرة بيضاء وأشقر الشعر بسبب أصول والدته الفرنسية، في الجزء الأول يرتدي جينز أزرق اللون وفانيلة خضراء ويكون شعره قصيراً، وفي الجزء الثاني يرتدي لباس الثانوية الخضراء ويكون شعره طويلاً.

## التسلسل الزمني للأحداث

### فيلم: ديجيمون أدفنتشر (1995)

ياماتو رِفقة شقيقه تاكيرو يُشاهدون المعركة بين قريمون وباروتمون.

في عام 1995 كان ياماتو يعيش مع والديّه هيرواكي وناتسوكو وشقيقه الأصغر تاكيرو (وسيم) في حيّ هيكاريغاوكا عندما كان يبلغ من العمر سبع سنوات، وفي إحدى الليالي شاهد المعركة التي حدثت ما بين قريمون وباروتمون (صنديد والطائر) مع شقيقه تاكيرو.
وفي وقت لاحق حدثت حادثة طلاق بيّن والديّه لأسباب غير معروفة، لتحصل والدته على حضانة شقيقه تاكيرو ويعيشا في حي سيتاغايا، بينما حصل والده على حضانته وعاشا في أودايبا حيث عمل والده في مركز تلفزيون فوجي.

### مُسلسل: أبطال الديجيتال الجُزء الأول (1999)
في ظهيرة يوم 1 أغسطس عام 1999 كان ياماتو مع الأولاد في المُخيّم الصيفي في النشاط الذي أقامته مدرسة أودايبا الابتدائية حيث صحب معه شقيقه تاكيرو رُغم أن الأخير من مدرسة مُختلفة، امتص التيار الغريب ياماتو مع بقيّة الأولاد إلى العالم الرقميّ.
تعرف ياماتو على مٌرافقه قابومون (كاسر)، وتعرف على هدف مجيئه إلى العالم الرقميّ رفقة الأولاد المُتبقين، وخاض عدة معارك مع الكثير من الوحوش مثل ديفيمون (الخفاش) وإيتيمون (قردون)، ثم عاد مرةً أخرى إلى العالم الرقميّ لإيجاد البطل الثامن، والتي كانت في نهاية الأمر هيكاري (هند) شقيقة تايتشي (أمجد).
بعد أن ساهم مع الأولاد في القضاء على فامديمون (الوطواط) وإيجاد البطل الثامن، عاد مرةً أخرى إلى العالم الرقميّ، وخاض معارك مع سادة الظلام، وانتصر عليهم مع البقيّة، قبل أن يواجه آخر عدو وهو أبوكاليمون (جنجل) وهو أخطر عدو والمُتسبب في صُنع قوى الشر، ليستطيع في النهاية وبمُساعدة الجميع من القضاء عليه، ويعود مرةً أخرى إلى أودايبا.

### فيلم: ديجمون أدفنتشر «لعبتنا الحربية» (2000)
في 4 مارس عام 2000 كان ياماتو في محافظة شيمانة لزيارة جدته برفقة شقيقه، ثم وصلت إليه اتصال من تايتشي يُخبره فيها بأن هناك فايروس خطير غزا شبكة المعلومات ويطلب مُساعدته، يُلبي ياماتو نداء تايتشي ويقوم بالبحث عن حاسوب في المحافظة ويجد ضالته في أحد صالونات الحلاقة، ثم يخوض برفقة تايتشي معركة داخل بيانات الحاسوب مع الفايروس، ونتيجةً لاتحاده مع تايتشي استطاعا تشكّل مُقاتل نتيجة اتحاد وار قريمون وميتال قارورومون (جلمود وسمهر)، ليقضيا في النهايّة على الفايروس.

### ما بين مارس 2000 و أبريل 2002
في مايو عام 2000 عاد ياماتو مع أبطال الديجيتال إلى العالم الرقمي بطلبٍ من جيناي (زاجل)، من أجل تحرير القوة التي تحمي عالم الديجيتال لأجل إصلاح تشويه العالم الرقمي، وذلك عن طريق طاقات القلائد، ونتيجةً لذلك فإن أبطال الديجيتال فقدوا القدرة على التطوّر إلى المُستوى المثالي.
في مارس 2002 شكّل ياماتو مع عدد من أصدقائه فرقةّ موسيقيّة للروك، وقام بتسميّة الفرقة «فرقة الذئاب الشابّة» وأصبح ذا شهرةً في مدينته، ويُقيم عدداً من الحفلات.

### مُسلسل: أبطال الديجيتال الجُزء الثاني (2002)

ياماتو في عام 2002.

في أبريل 2002 يعلم ياماتو فيما بعد أن الشّر قد عاد إلى العالم الرقميّ، وعلم بأن هناك أبطالاً جُدد، ويخوض معهم بعض المغامرات ويُساعدهم في بعض الأحيان.
وفي الصيف من عام 2002 يُختطف ياماتو رفقة الأولاد من أبطال السلسلة الأولى باستثناء تاكيرو وهيكاري في مجالٍ غريب قبل أن يتم تحريرهم من قِبل تاكيرو وهيكاري.
وفي إحدى ليالي آخر سنة مع عام 2002 أقام حفلة موسيقية بحضور جميع أبطال الديجيتال، قبل أن تقتحم الحفلة مخلوقات رقميّة بسبب تسريب بعضها إلى العالم الحقيقي، وقبل الحفلة كانت سورا (سمر) قد أهدت ياماتو هديّة له واعترفت بحبها ومشاعرها اتجاهه حيث قابلها بتبادل الشعور وأصبحوا ثنائي.

### ما بين 2002 ومارس 2003
في 14 فبراير 2003 يُعبر ياماتو عن حبه بشكل أكبر إلى سورا قبل أن تُختطف رفقة ميمي وهيكاري في المتجر من قِبل بولتمون.

### فيلم: ديجيمون أدفنتشر 2 «الإنتقام من دايبرومون» (2003)
في مارس 2003 يعود الفيروس السابق ليُهدد شبكة أودايبا الذي ظهر في مارس 2000 قبل ثلاثة سنوات، يتقاتل ياماتو رفقة تايتشي في داخل الحاسوب، ويستطيعان القضاء عليه في النهايّة. ثم تتوالى الأحداث ليواجهون إنسان بشرياً يُعتقد بأنه كين (يزن) الذي عاد إلى شخصية الإمبراطور، ويقوم بخطف ميكومون مرافق مييكو، والذي تم استعادته في النهاية.

### مُسلسل: ديجيمون أدفنتشر تراي (2005)
في عام 2005 يظهر ياماتو ضمن أبطال الديجيتال من السلسلة الأولى والذين يدرسون في الثانوية العامة. وفي وقت لاحق يتقاتل ياماتو رفقة تايتشي باستدعائهما ألفمون، ليُقاتل وحشاً ظهر كان قد استهدف أحد المُرافقين لفتاة جديدة ضُمّت إلى أبطال الديجيتال.
ويظهر ياماتو وهو قد تخلى عن فرقته السابقة، وقد شكّل فرقةً غنائية جديدة سُميت بـ«عالم على حد السكين».

### 2027
في عام 2027 وبعد 28 عاماً من مُغامرتهم الأولى في العالم الرقميّ، يُصبح ياماتو رائد فضاء ويٌكون مٌرافقه قابومون أول مخلوق رقمي يصل إلى كوكب المريخ، يُصبح ياماتو زوجاً لسورا ولديه ابنٌ وابنة.

## عائلته وأقربائه
| أقرباء يامن | أقرباء يامن | أقرباء يامن | أقرباء يامن                              | أقرباء يامن |
| الاسم       | الصورة      | تعريف | الظهور                                   |             |
| ----------- | ----------- | --- | ---------------------------------------- | ----------- |
| تاكيرو      |             | هو الأخ الأصغر لياماتو، يصغره بثلاثة أعوام، وهو أحد أبطال الديجيتال في الجُزء الأول والثاني.                                                     | - الجزء الأول - الجزء الثاني             |             |
| هيرواكي     |             | هو والد ياماتو وشقيقه تاكيرو، يعمل في مركز قناة تلفزيون فوجي، يعيش ياماتو معه منذ أن تطلق من والدته في طفولته.                                  | - الجزء الأول - الجزء الثاني             |             |
| ناتسوكو     |             | هي والدة ياماتو وشقيقه تاكيرو، وهي من أصول فرنسية تعمل كصحفيّة. كانت تعيش مع شقيقه منذ طلاقها مع والده حيث أن علاقتها مُضطربة معه بسبب بُعده عنها. | - الجزء الأول - الجزء الثاني             |             |
| ميسهيرو     |             | هو جد ياماتو من طرف والدته، وهو من أصول فرنسية يعيش في باريس.                                                                                   | - الجزء الثاني                           |             |
| كينو        |             | هي جدة يامن وشقيقه تاكيرو من طرف والدته، وتعيش في منزلٍ مُنعزل في محافظة شيمانه في جنوب اليابان.                                                  | - ديجيمون أدفنتشر: لعبتنا الحربية (فيلم) |             |
| سورا        |             | هي زوجة ياماتو، ولديه منه طفلان، وهي أحد أبطال الديجيتال الثمانية في الجزء الأول وأحد الشخصيات الثانوية في الجزء الثاني، تعمل كمصممة أزياء.     | - الجزء الأول - الجزء الثاني             |             |
| لم يُذكر     |             | هو ابن ياماتو وزوجته سورا، لديه مُرافق رقميّ مثل والديّه.                                                                                          | - الجزء الثاني                           |             |
| لم يُذكر     |             | هي ابنة ياماتو وزوجته سورا، لديها مُرافق رقمي مثل والديّها.                                                                                       | - الجزء الثاني                           |             |

## مرافقه
| الاسم           | نوع التطور | المستوى       | معلومات | الصورة |
| --------------- | ---------- | ------------- | --- | ------ |
| بونيمون         | تكوين      | جنين          | هو مخلوقٌ هلامي، ذو لونٍ أحمر ناصع، له ثلاثة تفرعات في رأسه أشبه بالقرون. |        |
| تسونومون        | إرتقاء     | رضيع          | هو مخلوقٌ صغير يُحيطه فراء بُرتقالي، اسمه في اللغة اليابانية مُستمد من القرن (角 Tsuno)، وعلى اسمه فهو يملك قرناً بارزاً في رأسه. |        |
| قابومون         | إرتقاء     | طفل           | هو وحشٌ رقميّ مُغطى بفراء أزرق حيث أنه يقوم بارتدائه بشكلٍ دائم، ولديه قرنٌ أصفر كبير بارز في رأسه، ويُعتبر كاسر من المخلوقات الخجولة جداً وشديدة الحياء، يُطلق من فمه طلقاتٍ مائية شديدة. |        |
| قارورومون       | إرتقاء     | بالغ          | هو مخلوق رقميّ شكله مُستمد من الذئب، ذو جلدٍ أزرق، يستطيع الركض لمسافاتٍ طويلة من غير تعب، ويُعتبر من المخلوقات الشرسة في قتالها، لما يملك من أنياب ومخالب حادة، من أسلحته يُطلق لهباً أزرق حارقاً من فمه.                                                                                          |        |
| وير قارورومون   | إرتقاء     | المثالي       | في المُستوى المثالي تتغير هيئته ليُصبح قادراً على المشي، ويجيد الفنون القتاليّة، مثل الدفاع عن النفس وتوجيه الركل واللكمات، ويُصبح قادرً على التسلق لمسافات عاليّة. |        |
| ميتال قارورومون | إرتقاء     | الأقصى        | يعود في هذا المُستوى إلى تكوينه كهيكل جسد الذئب، وفيه يتحول جسمه إلى دروع صلبة، ويملك قاذفات الصواريخ في عدة أماكن من جسمه، كما تُضاف له ميزة الطيران، من أسلحته يُخرج قذيفة من صدره، ولهباً حارقاً من فمه، وصواريخ في منطقة الجناحين وأماكن أخرى، إضافةً إلى أنه له إشعاعات حارقة تخرج من عيّنيه. |        |
| أوميقامون       | اتحاد      | أقصى (إندماج) | يتشكل نتيجة اتحاد وار قريمون وميتال قابومون (جلمود وسمهر)، ذراعه الأيسر يحمل درع جلمود، والأيمن يحمل درع سمهر. |        |

## روابط خارجية
- ياماتو على موقع ميوزك برينز (الإنجليزية)